# Gérard Lehn
Pour les articles homonymes, voir Lehn.
Gérard Lehn, né le 24 février 1930 à Haguenau et mort le 18 novembre 2005 à Strasbourg, est un notaire et homme politique français.

## Biographie

### Famille
Membre d'une vieille famille originaire de Rosheim, il est apparenté au chimiste Jean-Marie Lehn, lauréat du prix Nobel de chimie en 1987.
Le 16 mai 1956, il se marie avec Marie-Élisabeth Wiesmeyer. Ils ont quatre enfants : Françoise (1957), Jean (1959), Suzanne (1961) et Pierre (1965).

### Études
Il étudie à la Hauptschule de Molsheim, puis au collège d'Obernai après la Libération.
Il est licencié en droit de l'université de Strasbourg en 1951.
Alors bachelier, il rencontre Henri Meck en 1948. Celui-ci le convainc de continuer ses études et l'embauche pour s'occuper de son courrier.

### Service militaire et carrière professionnelle
Il effectue son service militaire à l'École nationale des sous-officiers d'active de Saint-Maixent-l'École, puis comme appelé en Algérie, en 1956. Il finit son service avec le grade de capitaine de réserve.
En 1954, il commence un stage chez un notaire à Schiltigheim, Joseph Geny. Il passe avec succès l'examen d'accession à la profession de notaire en 1957.
Il succède au notaire de Molsheim, Alfred Fritsch, en juillet 1960.
Il se retire en 1998.

### Engagement politique
En 1962, Henri Meck le choisit comme député suppléant. À la suite du décès de ce dernier le 25 décembre 1966, il devient le nouveau député de la circonscription. Il s'inscrit à la commission des Affaires sociales.
Aux législatives de 1967, il est, sous la double étiquette gaulliste et MRP, réélu dès le premier tour avec 54 % des voix.
Il est élu de nouveau à l'issue des législatives de 1968 suivant la dissolution de l'Assemblée après Mai 68.
Au long de ses mandats, il rencontre Michel Debré, Jacques Chaban-Delmas et Christian Poncelet ainsi que l'entourage du général de Gaulle et de Georges Pompidou.
En parallèle, il est élu conseiller municipal de Molsheim, puis, à la suite du décès de Joseph Hossenlopp, maire de la commune le 20 décembre 1969. Il le reste jusqu'au 27 mars 1971, date à laquelle Pierre Klingenfus lui succède. Il conserve un mandat de conseiller municipal jusqu'en 1995.

### Bilan municipal
Durant ses quinze mois passés à la tête de Molsheim, il est à l'origine du premier projet rénovation de l’hôtel de la Monnaie. Il soutient également l’implantation d'entreprises dans la zone industrielle, l’agrandissement du lycée Louis-Marchal, et enfin lutte pour le développement des usines Bugatti, qu’il fait visiter à Pierre Messmer.

## Postérité
Une voie de Molsheim porte le nom de « rue du député-maire Gérard Lehn ».